# Naissance en 1344
Naissance
- 1340
- 1341
- 1342
- 1343
- 1344
- 1345
- 1346
- 1347
- 1348

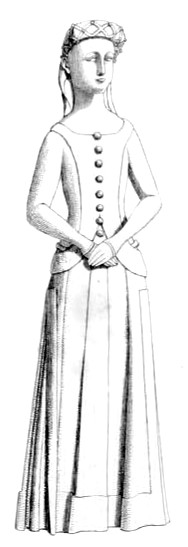
Marie d'Angleterre, née en 1344.

Cette page dresse une liste de personnalités nées au cours de l'année 1344  :
- 9 février : Meinhard III de Bavière, duc de Haute-Bavière et dernier comte de Tyrol.
- 18 septembre : Marie de France, fille du roi de France et duchesse de Bar.
- 8 novembre : Robert Ier de Bar, marquis de Pont-à-Mousson et comte de Bar, puis duc de Bar.

- Marie d'Angleterre, duchesse de Bretagne.
- Alberico da Barbiano, condottiere italien.
- Marguerite de Bourbon, noble française.
- Jean Ier de Bourbon-La Marche, membre de la Maison de Bourbon, comte de la Marche (Jean Ier), de Vendôme et de Castres (Jean VII), pair de France.
- Bompō, peintre japonais.
- Paolo Alboino della Scala, membre de la dynastie scaligère qui gouverne Vérone et ses possessions.
- Parameswara, prince de la cité-État de Palembang dans le sud de Sumatra en Indonésie.

date incertaine (vers 1344)
- Béatrice de Bavière, reine consort de Suède et de Finlande.
- Daniele de Ungrispach, maire de Pordenone, assassiné, bienheureux de l'Église catholique romaine.

## Crédit d'auteurs
- Cet article est partiellement ou en totalité issu de l'article intitulé « 1344 » (voir la liste des auteurs).